# 송탄고등학교
송탄고등학교(松炭高等學校)는 대한민국 경기도 평택시 고덕동에 있는 공립 고등학교이다.

## 학교 연혁
- 1999년 1월 11일 : 송탄고등학교 설립 인가 12학급
- 1999년 3월 1일 : 초대 리조훈 교장 취임
- 1999년 3월 2일 : 4학급 163명 입학 및 이충동 137-5(정암로 142)에서 개교
- 1999년 5월 20일 : 제1회 개교기념식
- 2002년 2월 8일 : 제1회 졸업식 152명
- 2005년 2월 10일 : 청람관 개관
- 2009년 3월 1일 : 교육과학기술부지정 특색 있는 학교 만들기 선도학교
- 2011년 3월 1일 : 고교교육력제고 및 교과교실제 A형 시범학교
- 2011년 3월 1일 : 신축동 개관
- 2020년 3월 1일 : 제9대 송인호 교장 취임
- 2024년 1월 5일 : 제21회 졸업식 130명 졸업(총 4,624명)
- 2024년 3월 4일 : 6학급 162명 입학
- 2025년 3월 4일 : 고덕동 부지 이전 및 27학급 624명 입학

## 참고 자료
- 송탄고등학교 - 한국교육학술정보원 학교알리미